# Épieds (Eure)
Épieds és un municipi francès situat al departament de l'Eure i a la regió de Normandia. L'any 2007 tenia 349 habitants.

## Demografia

### Població
El 2007 la població de fet d'Épieds era de 349 persones. Hi havia 146 famílies, de les quals 40 eren unipersonals (12 homes vivint sols i 28 dones vivint soles), 45 parelles sense fills, 49 parelles amb fills i 12 famílies monoparentals amb fills.
La població ha evolucionat segons el següent gràfic:
Habitants censats

### Habitatges
El 2007 hi havia 175 habitatges, 143 eren l'habitatge principal de la família, 27 eren segones residències i 5 estaven desocupats. 169 eren cases i 3 eren apartaments. Dels 143 habitatges principals, 111 estaven ocupats pels seus propietaris, 26 estaven llogats i ocupats pels llogaters i 5 estaven cedits a títol gratuït; 1 tenia una cambra, 12 en tenien dues, 35 en tenien tres, 41 en tenien quatre i 54 en tenien cinc o més. 109 habitatges disposaven pel capbaix d'una plaça de pàrquing. A 62 habitatges hi havia un automòbil i a 67 n'hi havia dos o més.

### Piràmide de població
La piràmide de població per edats i sexe el 2009 era:
| Homes | Edats   | Dones |
| ----- | ------- | ----- |
| 0     | 95 o +  | 0     |
| 1     | 90 a 94 | 0     |
| 2     | 85 a 89 | 5     |
| 1     | 80 a 84 | 5     |
| 4     | 75 a 79 | 5     |
| 5     | 70 a 74 | 6     |
| 9     | 65 a 69 | 11    |
| 9     | 60 a 64 | 11    |
| 5     | 55 a 59 | 5     |
| 14    | 50 a 54 | 10    |
| 11    | 45 a 49 | 13    |
| 12    | 40 a 44 | 9     |
| 16    | 35 a 39 | 15    |
| 11    | 30 a 34 | 11    |
| 12    | 25 a 29 | 6     |
| 7     | 20 a 24 | 7     |
| 12    | 15 a 19 | 5     |
| 16    | 10 a 14 | 9     |
| 14    | 5 a 9   | 12    |
| 7     | 0 a 4   | 7     |

## Economia
El 2007 la població en edat de treballar era de 227 persones, 168 eren actives i 59 eren inactives. De les 168 persones actives 149 estaven ocupades (84 homes i 65 dones) i 19 estaven aturades (11 homes i 8 dones). De les 59 persones inactives 16 estaven jubilades, 23 estaven estudiant i 20 estaven classificades com a «altres inactius».

### Ingressos
El 2009 a Épieds hi havia 144 unitats fiscals que integraven 365 persones, la mediana anual d'ingressos fiscals per persona era de 19.221 €.

### Activitats econòmiques
Dels 12 establiments que hi havia el 2007, 1 era d'una empresa de fabricació d'altres productes industrials, 3 d'empreses de construcció, 2 d'empreses de comerç i reparació d'automòbils, 1 d'una empresa de transport, 2 d'empreses de serveis i 3 d'empreses classificades com a «altres activitats de serveis».
Dels 5 establiments de servei als particulars que hi havia el 2009, 2 eren paletes, 1 empresa de construcció i 2 perruqueries.
L'any 2000 a Épieds hi havia 6 explotacions agrícoles que ocupaven un total de 348 hectàrees.

## Poblacions properes
El següent diagrama mostra les poblacions més properes.